# Друст X
Друст X (?-848) — останній король піктів з 845 до 847 року. Боровся за владу з Кеннетом МакАльпіном, королем Дал Ріади.

## Життєпис
Про цього піктського володаря мало відомостей. Він був сином короля Вірада I. Після загибелі Бруде VI, короля Піктії в країні почався розбрат, боротьба за владу, швидко змінилося декілька королів. Цим скористався родич піктської династії Кеннет МакАльпін, який висунув свої права на трон. Йому вдалося у 843 році захопити значну частину Піктії. Проти нього виступив Друст X, якого значна частина піктського населення визнала за короля. Боротьба тривала до 847 року, коли усі війська Друста були розбиті й він вимушений був відступити у гори. Кеннета Макальпіна як короля визнала більшість піктської знаті. Втім Друст продовжив війну, під час якої у 848 році загинув, але невідомо за яких обставин.